# VV DOS in het seizoen 1962/63
Het seizoen 1962/1963 was het negende jaar in het bestaan van de Utrechtse betaaldvoetbalclub DOS. De club kwam uit in de Nederlandse Eredivisie en eindigde daarin op de zevende plaats. Tevens deed de club mee aan het toernooi om de KNVB Beker, hierin werd in de derde ronde verloren van D.F.C. (0–1).

## Wedstrijdstatistieken

### Eredivisie
|       | ADO   | Ajax  | Blauw-Wit | Sportclub Enschede | Feijenoord | Fortuna '54 | GVAV  | Heracles | MVV   | NAC   | PSV   | Sparta | Volendam | De Volewijckers | Willem II |
| ----- | ----- | ----- | --------- | ------------------ | ---------- | ----------- | ----- | -------- | ----- | ----- | ----- | ------ | -------- | --------------- | --------- |
| Thuis | 0 – 0 | 0 – 3 | 1 – 0     | 2 – 1              | 1 – 0      | 0 – 2       | 3 – 0 | 2 – 0    | 1 – 0 | 1 – 3 | 2 – 0 | 2 – 0  | 3 – 2    | 3 – 1           | 0 – 0     |
| Uit   | 0 – 2 | 2 – 1 | 1 – 1     | 2 – 0              | 3 – 0      | 1 – 2       | 3 – 1 | 2 – 1    | 2 – 2 | 2 – 0 | 6 – 0 | 5 – 1  | 0 – 0    | 2 – 2           | 1 – 3     |

### KNVB Beker
| 3e ronde                                   | D.F.C.               | 1 – 0 (0 – 0) | DOS |
| 30 april 1963 Plaats: Dordrecht Krommedijk | Joop van Linstee 84' |               |     |

## Statistieken DOS 1962/1963

### Eindstand DOS in de Nederlandse Eredivisie 1962 / 1963
| Stand | Gespeeld | Gewonnen | Gelijk | Verloren | Punten | Doelpunten voor | Doelpunten tegen |
| ----- | -------- | -------- | ------ | -------- | ------ | --------------- | ---------------- |
| 7e    | 30       | 13       | 6      | 11       | 32     | 37              | 44               |

### Topscorers
| #      | Naam                 | Goal |
| ------ | -------------------- | ---- |
| 1.     | Michel Kruin         | 9    |
| 2.     | Tonny van der Linden | 7    |
| 2.     | Cor Luiten           | 7    |
| 4.     | Gerard Weber         | 6    |
| 5.     | Wim Visser           | 5    |
| 6.     | Joop Rooders         | 1    |
| 6.     | Jacques Westphaal    | 1    |
| 6.     | Gerard van Wiggen    | 1    |
| Totaal | Totaal               | 37   |

| #      | Naam        | Goal |
| ------ | ----------- | ---- |
| –      | Geen speler | 0    |
| Totaal | Totaal      | 0    |